# Оранжев кралски тъкач
Оранжев кралски тъкач (Ploceus aurantius) е вид птица от семейство Тъкачови (Ploceidae).

## Разпространение
Видът е разпространен в Ангола, Габон, Гана, Екваториална Гвинея, Камерун, Демократична република Конго, Република Конго, Кот д'Ивоар, Либерия, Нигерия, Сиера Леоне, Танзания, Того, Уганда и Централноафриканската република.